# تخزين ملحق مباشر

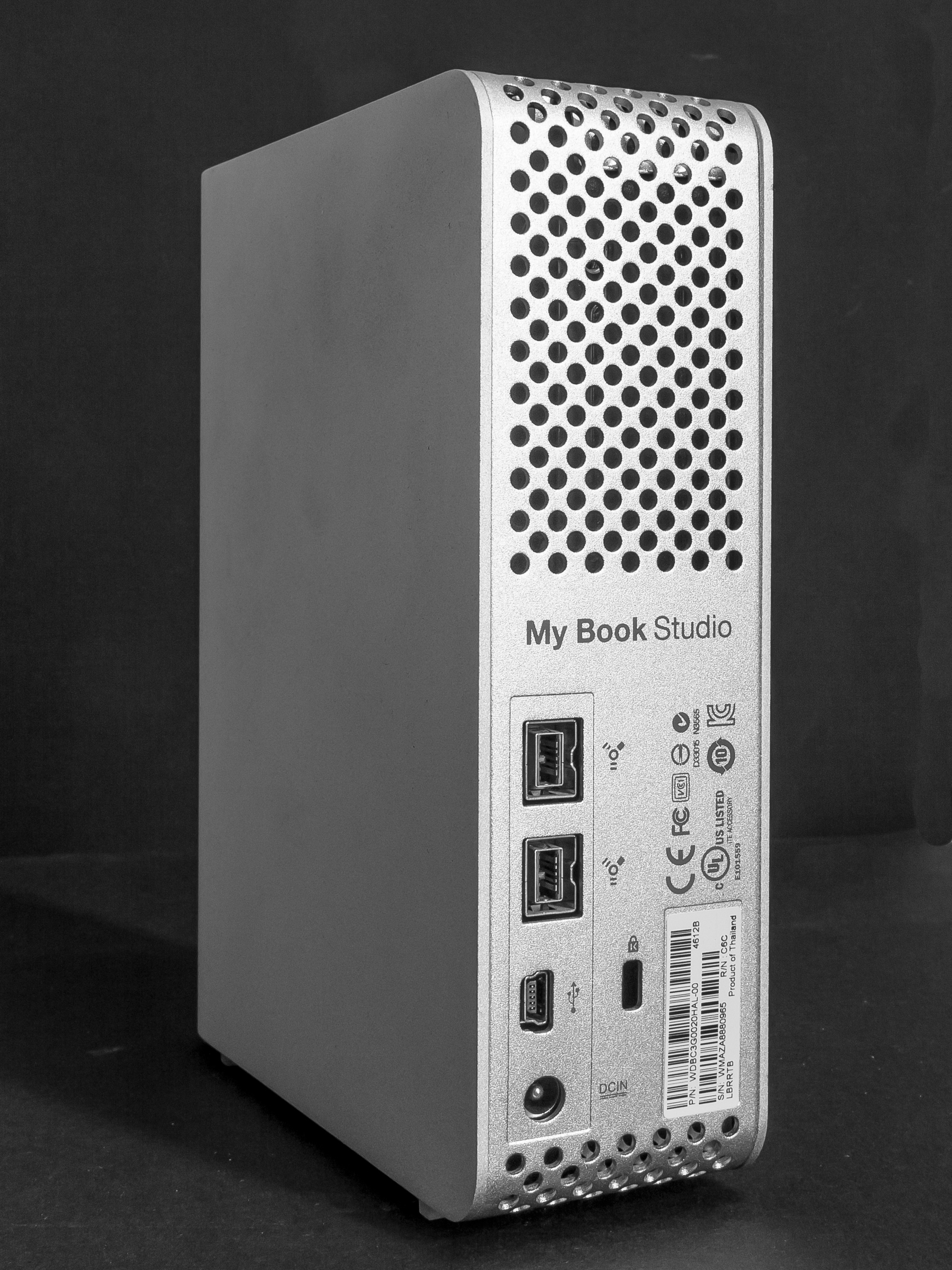

التخزين الملحق المباشر (بالإنجليزية: Direct-attached storage) يُختصر إلى DAS. هي وسيلة التخزين الرقمي المتصلة مباشرة بالكمبيوتر الموصول، على عكس التخزين الذي يتم الوصول إليه عبر شبكة الكمبيوتر (أي التخزين المتصل بالشبكة). تتضمن أمثلة التخزين الملحق المباشر محركات الأقراص الصلبة والأقراص الثابتة ومحركات الأقراص الضوئية. DAS هو مركب نقلي مختلف عن شبكة التخزين (SAN) والتخزين الملحق بالشبكة (NAS).

## الخصائص
يتكون نظام DAS النموذجي من جهاز تخزين البيانات واحد أو أكثر متصلة مباشرة بجهاز الكمبيوتر من خلال محول ناقل (HBA). ولا يوجد بين هاتين النقطتين أي جهاز شبكة (مثل الموزع أو المبدل أو جهاز التوجيه) ، وهذه هي الخاصية الرئيسية لنظام DAS.
البروتوكولات الرئيسية المستخدمة لتوصيلات DAS هي ATA وSATA وeSATA وNVMe وSCSI وSAS وUSB ويو إس بي 3 وIEEE 1394 و Fiber Channel.

## المميزات والعيوب
الفرق الرئيسي بين DAS و NAS هو أن تخزين DAS يمكن الوصول إليه مباشرة فقط من المضيف الذي يتصل به DAS، وذلك لأنها لا تتضمن أي أجهزة شبكة أو بيئة تشغيل توفر وسيلة لمشاركة موارد التخزين بشكل مستقل.